# Антоніо Джаммарінаро
Антоніо Джаммарінаро (італ. Antonio Giammarinaro, нар. 20 жовтня 1931, Туніс) — італійський футболіст, що грав на позиції півзахисника. По завершенні ігрової кар'єри — тренер.

## Ігрова кар'єра
Народився 20 жовтня 1931 року в місті Туніс. Вихованець футбольної школи клубу «Торіно». Після трагедії на Суперзі 4 травня 1949 року, під час якої загинув весь основний склад клубу, Джаммарінаро як і інші гравці молодіжної команди, зіграв в чотирьох останніх іграх чемпіонату Серії А 1948-49, в яких забив 2 голи і допоміг зберегти за своєю командою статус чемпіона. В подальшому Антоніо продовжив залучатись до матчів першої команди, але стати основним гравцем так і не зумів. Загалом він провів за рідну команду п'ять сезонів, взявши участь у 41 матчі Серії А, в яких забив 8 голів.
Влітку 1954 року Джаммарінаро перейшов у «Модену», де провів два сезони в Серії В в статусі основного гравця, після чого став гравцем «Таранто», у якому в першому ж сезоні забив 15 голів і став другим бомбардиром Серії В сезону 1956-57. Всього в цій команді Джаммарінаро провів чотири роки, зігравши у 133 матчах.
У сезоні 1960-61 Джаммарінаро грав за «Мантову», якій допоміг вперше в історії вийти до Серії А. Після цього Антоніо повернувся в «Торіно», але закріпитись в його складі знову не зумів, тому зігравши лише в одній грі Серії А, знову повернувся в другий дивізіон, ставши гравцем «Барі». Там футболіст провів три сезони, в другому з яких вийшов в Серію А і зіграв в останньому сезоні 20 матчів у вищому дивізіоні, забивши гол у ворота чемпіона Італії «Інтернаціонале».
Завершив професійну ігрову кар'єру у клубі «Пескара», за команду якого виступав протягом 1964—1966 років в Серії С.
Всього за свою кар'єру він провів 62 матчів і забив 9 голів у Серії А та 280 матчів і 58 голів в Серії В.

## Кар'єра тренера
Розпочав тренерську кар'єру, ще продовжуючи грати на полі, 1965 року, очоливши тренерський штаб клубу «Пескара».
В подальшому Джаммарінаро очолював ряд клубів Центральної і Південної Італії. Найкращих результатів він здобув з клубом «Авелліно», зайнявши в сезоні 1972-73 з клубом перше місце в Серії С і вивівши його до Серії В, вперше в історії клубу, після чого утримував команду там до 1975 року. Крім цього тренер щше двічі вигравав з командами Серію D — у сезоні 1969-70 з «Мачератезе» та у сезоні 1976-77 «К'єті».

## Титули і досягнення

### Як тренера
- Серія D

«Мачератезе»: 1969-70
«К'єті»: 1976-77
- Серія C

«Авелліно»: 1972-1973